# Кондејешти (Горж)
Кондејешти (рум. Condeiești) насеље је у Румунији у округу Горж у општини Негомир. Oпштина се налази на надморској висини од 166 m.

## Становништво
Према подацима из 2002. године у насељу је живело 408 становника, од којих су сви румунске националности.